# Hrabstwo Ramsey (Dakota Północna)

Piramida wieku hrabstwa

Hrabstwo Ramsey (ang. Ramsey County) to hrabstwo w stanie Dakota Północna w Stanach Zjednoczonych. Hrabstwo zajmuje powierzchnię 3 369,26 km². Według szacunków US Census Bureau w roku 2006 miało 11 267 mieszkańców. Siedzibą hrabstwa jest Devils Lake.

## Miejscowości
- Brocket
- Crary
- Churchs Ferry
- Devils Lake
- Edmore
- Hampden
- Lawton
- Starkweather